# Шевченко Віктор Порфирович
Віктор Порфирович Шевче́́нко (13 лютого 1908, Попасна — ?) — український архітектор.

## Біографія
Народився 13 лютого 1908 року на станції Попасній (тепер місто Попасна Луганської області, Україна). У 1932 році закінчив архітектурний факультет Харківського інженерно-будівельного інституту. Брав участь у німецько-радянській війні. З 1946 року викладав у Харківському інженерно-будівельному інституті. Член КПРС з 1952 року. Кандидат технічних наук (1955), доктор технічних наук (1972).

## Роботи
Працював у Харкові в галузі промислової архітектури. Серед споруд:
- Червонозаводська ТЕЦ (1931—1935, у співавторстві з Д. Булахом);
- ТЕЦ Новокраматорського заводу (1932—1934, у співавторстві з К. Моргульовим);
- Зуївська ДРЕС (1933—1934, 2-га черга,  у співавторстві з А. Моргульовим);
- Одеська ТЕЦ (1934, у співавторстві з А. Моргульовим);
- ТЕЦ Ташкентського текстильного комбінату (1934—1937, у співавторстві з В. Поляковим).

Автор наукових праць з питань архітектури і будівництва.

## Нагороди
Нагороджений:
- орденом Вітчизняної війни ІІ ступені (6 квітня 1985);
- двома медалями «За бойові заслуги» (30 жовтня 1944; 14 квітня 1945), медаллю «За оборону Сталінграда»[1].